# I Barrittas (album)
I Barrittas  è il primo album in studio del gruppo musicale italiano I Barrittas, pubblicato il 2 dicembre 1965.

## Descrizione
L'album, pubblicato dalla casa discografica Ariel in formato LP, è una raccola di cover e composizioni originali in italiano e in sardo.
Le cover sono quelle di Help me Rhonda dei Beach Boys, Love potion number 9 dei The Searchers e Go Now dei Moody Blues, il resto sono tutte canzoni originali.

## Tracce
1. Rhonda, aiuto! (Mike Love, Brian Wilson)
2. Ciao (Gian Pieretti, H. Tical)
3. L'anellino (Marcello Giombini, Giuseppe Scoponi)
4. Non ho dormito mai (Giuseppe Cassia, Jerry Leiber, Mike Stoller)
5. Ora ho capito (Antonio Albano, Guido Cocco, Francesco Salis)
6. Cambale twist (Benito Urgu)
7. Non uccidere (Marcello Giombini, Giuseppe Scoponi)
8. Tabù (Antonio Albano, Francesco Salis, Benito Urgu)
9. Angelo rosso (Marcello Giombini, Giuseppe Scoponi)
10. Lascia in pace il mio cuore (Benito Urgu)
11. Mi appartieni ancora (Larry Banks, Milton Bennett, Giuseppe Cassia)
12. Whisky, birra e Johnny Cola (Benito Urgu)

## Formazione
- Benito Urgu - voce solista
- Antonio Albano - chitarra solista
- Francesco Salis - chitarra ritmica
- Antonio Salis - basso
- Guido Cocco - organo
- Antonello Cocco - batteria

## Edizioni
- 1965 - I Barrittas (Ariel, LNF 201, LP)